# 경희대학교 미화원 비하 사건
경희대 미화원 비하 사건은 2010년 5월 13일 19시20분경 경희대학교의 한 여학생이 도서관에 청소하던 미화원 여성에게 폭언 욕설을 하여 5월부터 6월간 한국 사회에서 물의가 된 사건이다. 사건은 동년 5월 15일 여학생에게 모욕당한 미화원의 딸이 다음, 네이버, 네이트 등에 폭로하면서 확대되었다.
5월 13일 경희대 건물 내 도서관(청운관) 화장실과 여학생 휴게실에서 발생했다. 환경미화원이 화장실에서 세면대 청소를 하던 도중에 여학생이 먹다 남은 우유를 치우지 않자 이 여학생이 "아줌마, 이거 치워. 왜 안 치워!"라고 소리친 뒤 욕설까지 한 사실이 알려지며 네티즌들의 비난이 빗발쳤다. 처음에 용의자로 지목된 여학생의 존재가 불명확하여 루머 설이 나돌았으나, 목격자들의 증언과 진술이 나오고 5월 17일 저녁에는 사진, 동영상, 핸드폰 촬영 장면 등이 인터넷에 나오고 5월 18일에는 녹취록이 공개되어 사실로 확인되었고 논란은 확산되었다. 경희대 휴게실 욕설 파문, 경희대 미화원 비하 파문, 경희대 패륜녀 사건 등의 이름으로 불린다. 한편 네티즌들에 의해 가해 여학생을 찾는 과정에서 이른바 '경희대 패륜녀'로 지목된 여학생에 대한 마녀사냥이 일어나 논란이 되기도 했다.

## 개요

### 원인
2010년 5월 13일 19시20분경 경희대에서 환경 미화원 일을 하는 50대 여성 김모씨가 도서관인 청운관 휴게실과 화장실 청소를 하던 중 어떤 여학생이 미화원 김씨에게 반쯤 마시던 우유를 치우라고 했으나 청소를 계속 하였다. 여학생은 욕설을 하였고, 미화원은 나중에 학생에게 사과 받으러 학생 휴게실에 갔지만, 학생이 짜증을 내자 어머니도 함께 언쟁을 하게 되었다. 그러나 여학생은 미화원을 무시하는 발언을 하였고 이것이 논란의 대상이 되었다.
경희대 서울캠퍼스 청운관 여자 화장실과 휴게실에서 한 여학생으로부터 폭언을 들었다는 이 학교 환경미화원의 딸이 직접 인터넷 포털 사이트에 사연을 올리며 알려졌다. 사건은 학교 교내에 소문으로 확산되었다가 다시 학교 외부로도 전파되었고, 그러던 중 5월 14일 여학생에게 모욕을 당한 미화원 김씨의 딸이 인터넷에 이 사실을 올리게 되었다.
교내 청운관의 여자 화장실에서 우유팩을 치우지 않은 것을 놓고 여대생과 환경미화원 사이에 말싸움이 벌어졌다. 여대생은 "왜 우유팩은 치우지 않느냐. 재수 없다."고 말했다.
미화원 김씨는 화장실에서 청소를 하고 있는데, 세면대 앞에서 화장을 고치던 한 여학생이 미화원에게 "재수없다."며 막말을 한 뒤 여학생 휴게실로 들어갔다고 한다. 미화원은 억울한 마음에 이 여학생을 따라 여학생 휴게실에 들어가 따졌고, 문제의 여학생이 "이 여자 미친 것 아니냐."며 대들었다고 했다.
미화원은 "우유가 남은 것 같아서 치우지 않았다"고 항변한 뒤 사과하라고 요구했다. 그러자 여대생은 "미친 것 아니냐. 맞고 싶냐. 꺼지라."고 폭언했다.
처음에는 가해 학생으로 지목된 블로그와 싸이월드 주인이 가해 여학생이 아닌 것으로 드러나자 루머라는 의견도 제기되었다. 그러나 사진, 동영상, 핸드폰 촬영장면이 공개되고 녹취록까지 공개되면서 사실로 확인된다. 녹취록에는 "이 XX가 정말 맞고 싶나", "그렇게 살지 말고 이거 치우고 꺼지세요" 등 입에 담기 힘든 폭언을 담겨 있어 논란이 되었다. 녹취록에 실린 내용 중 여학생이 미화원을 향해 먼저 폭언을 한 것이 확인되면서 논란거리가 되었다.

### 경과
해당 휴게실에 있었던 다른 학생이 녹음을 한 녹취록이 공개되면서 사건은 사실로 확인되었다. 총학생회와 경희대측에서 조사한 결과 사실로 드러나 언론에 보도되었다. 이 사건은 일명 '패륜녀', 또는 '우유녀', '경희대녀' 등으로 불렸다. 경희대 측에서는 해당 학생을 징계할 방침이지만, 피해 당사자는 사과를 바랄 뿐 징계는 원하지 않는 것으로 알려졌다. 포털에서는 해당 여학생의 신상을 털려는 시도들이 벌어졌고, 해당 여학생의 싸이월드 홈페이지는 폐쇄되었다.

### 논란이 된 여성의 폭로 글
미화원 김씨의 딸이 포털에 올린 글로 말미암아 네티즌들에 의해 각 사이트와 카페, 블로그 등으로 확산되었고 논쟁과 논란의 대상이 되었다.

## 진행 과정

### 사태 초반
2010년 5월 15일 포털 사이트 Daum과 nate에 "경희대 학생에게 어머니가 봉변을 당했습니다."라는 글이 올라왔다. 그 내용을 요약하면 다음과 같다.
어머니께서 경희대에서 환경 미화원 일을 하시는데 어떤 여학생이 어머니에게 우유를 치우라고 성질을 내 어머니께서 학생에게 사과받으러 학생 휴게실에 갔지만, 학생이 짜증을 내자 어머니도 함께 언쟁을 하게 되었고 끝내 학생은 어머니에게 상식 이하 욕설과 직업 비하발언, 더불어 연장자로서 감내하기 힘든 모욕을 주었다.

미화원의 딸은 이 글을 naver와 야후 코리아에도 올렸다. 그러나 이 사건은 네티즌들 사이에서 일파만파로 퍼졌다.
해당 글을 읽은 네티즌들은 사건을 둘러싸고 다양한 반응을 보였다. 대부분의 네티즌은 "인성교육이 전혀 안 된 패륜아"라며 문제의 여학생에 분노를 쏟았다. 일부에서는 아직 사실 확인이 안 됐는데 '마녀 사냥'이 벌어지고 있다며 사실 확인이 우선이라는 반응도 나타났다
이에 대해 경희대 총무과 관계자는 "문제의 여학생이 경희대생이 아니라는 얘기도 있다. 기사에 나온 학생이 경희대생인지 지금 확인하고 있다"면서 "만약 경희대생으로 밝혀지면 학교 측에서 적절한 입장을 표명할 예정이다"고 말했다. 5월 15일 경희대 총학생회는 총학 홈페이지를 통해 “피해 어머니와 마음 아팠을 가족들을 총부학생회장이 따로 찾아 뵙고 사과드리겠다. (네티즌들이) 해당 학우의 개인정보를 찾아 공개하거나 모든 경희대 학우를 욕하는 일은 없었으면 한다”고 당부했다.

### 진행 과정

#### 루머 논란
5월 17일 경희대학교 관계자는 "패륜녀의 행위가 사실이며 해당 학생을 찾으면 학교 차원의 징계를 내릴 방침"이라는 입장을 밝혔다. 경희대 관계자는 이날 쿠키뉴스와의 통화에서 "해당 환경미화원 아주머니를 통해 이번 사건이 사실이란 것을 확인했다"며 "다만 인터넷에 돌고 있는 녹음 파일이 도대체 어떻게 만들어진 것인지는 확인이 안 되고 있다. 아주머니 역시 본인은 녹음한 적이 없다고 말했다"고 밝혔다. 이후 각 언론사와 방송사, 시민들에 의해 의혹 해명과 해당 학생 처벌에 대한 문의와 성토가 경희대학교 교무처와 총장실로 빗발쳤다.
같은 날 경희대 측 관계자는 언론과의 인터뷰에서 현재 해당 사건의 피해자를 찾아 당시 상황에 대한 이야기를 들었다며 그러나 가해 학생의 신원이 파악되고 있지 않다고 밝혔다. 실명이 거론되고 있는 학생에 대해서는 사실 관계가 파악되지도 않아 공식적인 입장을 밝히기 힘들다며 정확한 사실을 파악하려고 최선을 다하고 있다고 전했다.
경희대학교 측에서는 확인해보겠다 등의 소극적 대응을 하였고, 일각에서는 루머로 취급하였으나 이는 일부 학생이 촬영한 핸드폰 사진과 동영상 등이 인터넷에 공개되면서 사실로 확인되었다.
사실일 가능성도 높아지자 경희대학교 총학생회에서는 바로 대응하였다. 경희대 총학생회는 17일 피해 미화원에게 직접 사과하였다.
경희대 총학생회는 5월 17일 오후 홈페이지를 통해 "총부학생회장이 따로 찾아 뵙고 먼저 사과드리도록 하겠다"고 전했다. 경희대 총학생회 측은 '학내 불미 사건에 대한 경희대학교의 입장'이라는 글을 통해 깊은 유감의 뜻을 표한다고 말했다. 이 글에서 학교 측은 책임을 통감하고 있으며 교양·인성 교육에 매진하겠다는 공식 입장을 전하며 이번 사건을 조속히 조사해 적절한 조치를 취할 것이라고 설명했다.
한편 미화원의 딸이 올린 글에 의해 패륜녀라고 올라온 여자의 신원이 정확하지 않아 미화원의 딸인 모 여성의 자작극이라는 의견이 많았지만 목격자들의 글이 인터넷에 올라오면서 진위여부 논란은 확산되었다.

#### 녹취록 등의 공개
가해자로 지목된 인물들의 신상이 거짓으로 드러나면서 루머가 아니냐는 의혹이 제기된다. 네티즌들은 "거짓말 같다", "지어낸 이야기 아니냐"며 마녀사냥이 아니냐는 글쓴이를 의심하는 글들이 빗발쳤고, 글이 거짓으로 판단될 때 즈음 당시 상황을 증명하는 녹취본 파일이 떠돌면서 다시 한번 인터넷을 떠들썩하게 만들었다.
그러나 5월 17일 저녁 8시 경 이후부터 일부 학생들에 의해 당시 경희대학교 도서관 휴게실의 사진, 동영상이 공개되고 핸드폰 촬영 동영상도 유출되었다. 그리고 5월 18일 결정적으로 녹취록이 나왔는데, 녹취록의 내용이 사실로 확인되면서 논란은 확산되었다.
녹취본 파일에는 입에 담기 힘들 정도의 욕설이 담겨져 있어 큰 충격을 주고 있으며, 음성 파일에 담긴 대부분의 내용이 원문에 담겨진 내용과 일치하여 사건은 사실인 것으로 드러났다. 그러나 이들이 추적한 네티즌들이 추적 끝에 찾아낸 가해자로 판명되는 여학생의 미니홈피도 가짜로 의심되고 있어 '경희대녀' 사건은 확산되었다.
글을 접한 네티즌들은 "지어낸 이야기라고 말하는 사람들이 더 어이없는 것 같다", "반드시 사건의 진실이 밝혀져 '경희대녀'에게 처벌이 내려졌으면 좋겠다"며 비난과 분노의 목소리를 높이고 있다. 그런데 사태를 일으킨 진범으로 지목된 여성들 중 미화원에게 폭언을 한 여학생의 정체가 확인되었다.
녹취록 내용 중 여학생이 미화원 김씨를 향해 "이 XX가 정말 맞고 싶나", "그렇게 살지 말고 이거 치우고 꺼지세요" 등 입에 담기 힘든 폭언을 담겨 있어 논란이 되었다. 학교 측은 해당 학생을 찾는 데 총력을 기울이고 있으나, 미화원 아주머니는 "진심어린 사과를 원할뿐 해당 학생의 징계는 원하지 않는다"는 입장을 밝혔다.

### 결과
경희대는 5월 19일 인터넷을 뜨겁게 달궜던 이른바 '경희대 패륜녀'의 신원을 파악했다고 밝혔다. 학교 측은 이날 "화장실과 여학생 휴게실 복도의 CCTV 화면 등을 통해 신원을 확보했다"며 "해당 인물에게도 연락이 닿았으며, 정말 맞는지 본인을 상대로 최종적으로 사건을 확인할 계획"이라고 밝혔다. 이어 "오늘 중으로 학교 측의 공식 입장 발표가 있을 것이라는 일부 보도는 과장된 것"이라며 "현재 확실한 것은 신원을 파악했다는 정도"라고 재확인했다.
그러나 네티즌들의 비판 여론은 쉽게 가라앉지 않았다. 6월 4일에는 연세대학교에서 남학생이 미화원을 폭행한 사실까지 확인되면서 논란은 상당기간 진행되었다.
5월 20일 해당 여학생은 환경미화원을 찾아가 사과하였다. 경희대에 의하면 해당 학생은 징계할 방침이지만 미화원 아주머니는 자식을 둔 어머니의 심정으로 징계를 원하지 않는 것으로 알려졌다. 사건은 유야무야 넘어갔다. 그러나 연세대학교 미화원 폭행 사건이 연이어 터지면서 쉽게 논란은 수그러들지 않았고 6월까지 인터넷 이슈거리가 되었다.

## 같이 보기
- 서정범 성폭행 루머 사건
- 서울대 총학생회장 탄핵 사태
- 연세대 미화원 폭행 사건
- 정원식 계란 투척 사건
- 김동길
- 정원식